# أنطونيو راديتش
أنطونيو راديتش (من مواليد 1987) وهو لاعب شطرنج كرواتي ومضيف قناة الشطرنج agadmator على اليوتوب. لديه أكبر قناة شطرنج (لم يعد كذلك لقد سبقه gothamchess لِليفي روزمان بحاجة إلى تحديث) على اليوتوب منذ مايو 2020، أكثر من 640,000 مشترك. يراجع راديتش على قناته ألعاب الشطرنج الأخيرة والتاريخية، مع التركيز غالبًا على الألعاب الأخيرة خلال البطولات الكبيرة مثل أحداث Grand Chess Tour والتركيز على الألعاب التاريخية في أوقات أخرى. عادةً ما ينشر مقاطع فيديو جديدة بشكل يومي، ويراجع باستمرار الألعاب من البطولات الكبرى في غضون 24 ساعة. يتم تنظيم العديد من مراجعاته للألعاب التاريخية في سلسلة، مثل مباراة بطولة الشطرنج العالمية 1921 .
يتمتع راديتش في تصنيف FIDE بأكثر من 2000. على الرغم من انه لا يشارك في العديد من بطولات الشطرنج الدولية، إلا أنه نشيط على مختلف منصات الشطرنج على الإنترنت، بما في ذلك Lichess وchess.com . مقاطع الفيديو على قناة راديتش لها أكثر من 190 مليون مشاهدة في المجموع. أشهر فيديو له هو عن مباراة بين رشيد نجم الدينوف ضد Oleg Chernikov [الروسية]
 تشيرنيكوف من عام 1962 بعنوان «أعظم تضحية بالملكة في التاريخ» وبها أكثر من 4 ملايين مشاهدة.

## الخلفية
تعرف راديتش على لعبة الشطرنج في سن الرابعة من قبل جده، وهو ماستر FIDE . ومع ذلك، توقف في وقت لاحق عن اللعب ولم يعد إلى الشطرنج حتى كان عمره 16 عامًا. يقيم في Križevci ، كرواتيا.

## قناة الشطرنج agadmator
- بدأ راديتش في الأصل قناته على اليوتوب في عام 2007، بينما كان يعمل مع والده الذي كان يعمل كمصور زفاف. نشر مقاطع فيديو لحفل زفاف للترويج لأعمالهم. بدأ لاحقًا بنشر مقاطع فيديو للشطرنج. عندما أصبحت قناته على اليوتوب شائعة بما يكفي لكي يتجاوز دخله على اليوتوب دخله المنتظم في عام 2017، ترك راديتش وظيفته العادية كمساعد لأعمال تصوير حفل زفاف والده للتركيز على القناة بدوام كامل. وصفه العقيد ديفيد أ. هاتر، كاتب الشطرنج الأمريكي، بأنه «واحد من أبرز مبارزي الشطرنج على اليوتوب».[9]

تتبع جميع مقاطع فيديو راديتش تقريبًا نفس التنسيق. كل فيديو هو مراجعة لعبة شطرنج واحدة. تلتقط لوحة الشطرنج غالبية الشاشة لإظهار التحركات من اللعبة. إلى يسار اللوحة، توجد أسماء لاعبين مصحوبة بصور. فوق اللوحة، يوجد اقتباس من أشهر لاعبي الشطرنج ويتعلق بالشطرنج وغالبًا باللعبة قيد المراجعة. يظهر راديتش على يمين اللوحة، يناقش اللعبة عادة أثناء الجلوس على كرسي في منزله. فوق راديتش على الشاشة، توجد قائمة بالتبرعات للقناة، تسلط الضوء على التبرعات الأخيرة والأكبر منها بشكل منفصل. إلى يمين التبرعات صورة ميخائيل تل.
بصرف النظر عن مراجعة الشطرنج، يشتهر راديتش بمختلف الدعابات الشائعة في مقاطع الفيديو الخاصة به. يبدأ كل فيديو بتحية «مرحبًا بالجميع، ومرحبًا بكم في [وصف للعبة، ربما يتضمن أسماء اللاعبين والمكان]». قرب بداية مقاطع الفيديو الخاصة به، غالبًا ما يقول «آسف على ذلك» بينما ينحني لضبط إعداد مستوى الصوت على جهازه. خلال الفيديو، في نقاط حاسمة في اللعبة، سيمنح راديتش المشاهدين فرصة لإيقاف الفيديو مؤقتًا لمنحهم الوقت للعثور على أفضل حركة للوضعية قيد المراجعة. بعد بضع ثوانٍ من وقت الفيديو، سوف ينطق بجملته الشهيرة «بالنسبة لأولئك الذين [وجدوا النقلة] ، تهانينا؛ أنت [مكتشف ممتاز لهذا النوع من النقلات]. وبالنسبة لأولئك الذين يريدون فقط الاستمتاع بالعرض، فإن النقلة هي [النقلة].» عندما تبدأ المباراة في التطور والاختلاف عن المباريات السابقة، يعلن: «اعتبارًا من [هذه النقلة] ، لدينا لعبة جديدة تمامًا». إذا قام اللاعب بتنفيذ نقلة رائعة، فقد يمنح هذا اللاعب «رأس مورفي»، ويغلف صورته على الشاشة بصورة سيد الشطرنج الأمريكي بول مورفي في القرن التاسع عشر. لديه قولة شهيرة، عندما يسمح الموقف، فإن وايت على وشك لعب إيفانز جامبيت. فكرة عدوانية معروفة ولكنها محفوفة بالمخاطر نادرًا ما تُرى في لعبة الشطرنج الحديثة عالية المستوى. في مقاطع الفيديو في منزل راديتش، عادة ما توجد أريكة في الخلفية، غالبًا مع وسائد رموز تعبيرية ومع كلب يدعى ميدو، والذي لا يبقى عادةً عليها حتى النهاية.

## روابط خارجية
- أنطونيو راديتش على موقع الاتحاد الدولي للشطرنج (الإنجليزية)
- أنطونيو راديتش على موقع Chesstempo.com (الإنجليزية)